# Denys Dedečko
Denys Michajlovyč Dedečko (in ucraino Денис Михайлович Дедечко?; traslitterazione anglosassone: Denys Mykhaylovych Dedechko; Kiev, 2 luglio 1987) è un calciatore ucraino, centrocampista o difensore del Van Charentsavan.

## Caratteristiche tecniche
Mediano, può essere schierato anche come difensore centrale.

## Carriera

### Club
Dopo aver giocato per anni nella squadra riserve della Dinamo Kiev, nel 2010 si trasferisce in Russia, andando a giocare in squadre che militano tra la prima e la seconda divisione nazionale. Nel 2012 torna in patria, e dopo una stagione a Kryvbas, si trasferisce al Vorskla Poltava. Nel 2015, col passaggio ai kazaki dell'Astana, fa il suo esordio nelle competizioni europee, giocando la UEFA Champions League 2015-2016 e contribuendo a uno storico passaggio alla fase a gironi dei club, il primo nella storia di una società kazaka.

### Nazionale
Il 14 agosto 2013 esordisce nella sfida internazionale contro Israele (2-0). Negli anni seguenti non giocherà altri incontri con l'Ucraina, pur rimanendo nel giro della nazionale fino al 2015.

## Palmarès

### Competizioni nazionali
- Supercoppa d'Ucraina: 1

Dinamo Kiev: 2007
- Campionato kazako: 1

Astana: 2015
- Supercoppa d'Armenia: 1

Noah: 2020